# Kangoo Basket Gorzów Wielkopolski
KK Kangoo Basket Gorzów Wielkopolski (występuje pod nazwą EIG CEZiB Kangoo Basket Gorzów) – polski klub koszykarski z siedzibą w Gorzowie Wielkopolskim.

## Poszczególne sezony
| Sezon     | Rozgrywki ligowe | Rozgrywki ligowe   | Rozgrywki ligowe | Rozgrywki ligowe | Rozgrywki ligowe | Puchar Polski |
| Sezon     | Poziom           | Liga               | Mecze            | Bilans           | Miejsce          | Puchar Polski |
| --------- | ---------------- | ------------------ | ---------------- | ---------------- | ---------------- | ------------- |
| 2020/2021 | 4                | III liga (grupa B) | 24               | 16–8             | 9                |               |
| 2021/2022 | 4                | III liga (grupa B) | 28               | 25–3             | 2                |               |
| 2022/2023 | 3                | II liga (grupa D)  | 30               | 10–20            | 13               |               |
| 2023/2024 | 3                | II liga (grupa D)  | 30               | 12–18            | 10               |               |
| 2024/2025 | 3                | II liga (grupa A)  | 30               | 8–22             | 13               |               |

## Kadra drużyny
Stan na 28 września 2024
| Nr | Poz. | Nar.   | Nazwisko i imię          | Data urodzenia | Wzrost | Masa ciała |
| -- | ---- | ------ | ------------------------ | -------------- | ------ | ---------- |
| 11 | SF   | Polska | Brodziuk, Oskar          | 2003-07-28     | 192 cm |            |
| 15 | G/F  | Polska | Cieślak, Tomasz          | 2003-03-12     | 190 cm |            |
| 13 | SF   | Polska | Czyżniejewski, Krzysztof | 2006-07-03     | 195 cm |            |
| 23 | C/F  | Polska | Dreczkowski, Bartosz     | 2000-03-10     | 193 cm |            |
| 34 | C    | Polska | Grzegorczyk, Norbert     | 2000-07-26     | 198 cm |            |
| 91 | SF   | Polska | Jachimowski, Marcin      | 1995-12-05     | 186 cm |            |
| 7  | G    | Polska | Jelski, Konrad           | 1996-01-07     | 182 cm |            |
| 2  | SG   | Polska | Kaczmarek, Grzegorz      | 2003-05-01     | 184 cm |            |
| 1  | SF   | Polska | Kaźmierski, Kacper       | 2003-03-04     | 187 cm |            |
| 17 | PF   | Polska | Kicki, Miłosz            | 2003-03-10     | 202 cm |            |
| 00 | SF   | Polska | Kujawa, Bartłomiej       | 1981-02-14     | 182 cm |            |
| 55 | C/F  | Polska | Lebiecki, Dominik        | 2006-09-05     | 200 cm |            |
| 6  | PG   | Polska | Mańkowski, Marek         | 1987-03-28     | 184 cm |            |
| 12 | PG   | Polska | Paluszak, Kamil          | 2004-02-26     | 177 cm |            |
| 3  | SG   | Polska | Rafa, Mikołaj            | 2002-02-19     | 182 cm |            |
| 29 | G    | Polska | Sadłowski, Maxym         | 2008-01-29     | 188 cm |            |
| 32 | C/F  | Polska | Urban, Tomasz            | 2003-01-16     | 202 cm |            |
| 8  | SF   | Polska | Zarzeczny, Marcin        | 1987-05-26     | 195 cm |            |

Trener:  Andrzej Stefanowicz
 Asystenci: Marek Mańkowski, Bartosz Dreczkowski